# A-90 Orljonok
A-90 Orljonok (rusko Орлёнок, Orljonok – "Orlič") je bil ekranoplan Sovjetske vojne mornarice, ki ga je zasnoval Rostislav Jevgenjevič Aleksejev. Poganjala sta ga dva turboventilatorska motorja Kuznecov NK-8-4K in en turbopropelerski Kuznecov NK-12. Po ruski klasifikaciji je A-90 ekranoplan razreda B – lahko leti do višine 3.000 m (9.800 ft). Razred A je sicer omejen samo na "talni efekt" (letenje nekaj metrov nad vodo), razred C pa uporablja talni efekt samo pri vzletu in pristanku. A-90 je imel tudi kolesno pristajalno podvozje.
Prvi prototip (S-23) so testirali na reki Volgi jeseni 1972, kasneje so testne lete izvajali na Kaspijskem jezeru. Prototip S-23 je strmoglavil leta 1975.
Zgrajenih je bilo pet primerkov, na zahodu pa niso nikoli zasnovali podobnega zrakoplova, je pa obstajal koncept Boeing Pelican.

## Tehnične značilnosti (A-90)
Splošne karakteristike
- Posadka: 6
- Število sedežev: 150 oseb
- Tovor: 28000 kg (61730 lb)
- Dolžina: 58,1 m (190 ft 7 in)
- Razpon kril: 31,5 m (103 ft 4 in)
- Višina: 16,3 m (53 ft 5 in)
- Površina kril: 304 m² (3272 ft²)
- Maks. vzletna teža: 140000 kg (308647 lb)
- Pogon letala:
  - 2 × Kuznecov NK-8-4K turbofan, 103 kN (23155 lbf)  vsak
  - 1 × Kuznecov NK-12MK turboprop, 15000 KM ()

 Zmogljivost 
- Potovalna hitrost: 400 km/h (248,5 mph)
- Doseg: 1500 km (932 mi)
- Višina leta: 3000 m (9842 ft)

Oborožitev

2 x 12,7 mm strojnici